# Acanthodasys aculeatus
Acanthodasys aculeatus is een buikharige uit de familie van de Thaumastodermatidae. De wetenschappelijke naam van de soort werd voor het eerst geldig gepubliceerd in 1927 door  Remane.